# Ruth Kalbermatten
Ruth Kalbermatten, née le 9 mai 1950 à Lalden (originaire de Baltschieder et Saas-Grund) et morte le 16 mai 2014, est une personnalité politique suisse du canton du Valais, membre du Parti démocrate-chrétien (PDC). Elle est brièvement conseillère nationale en 1999.

## Biographie
Ruth Kalbermatten effectue un apprentissage d'employée de commerce et travaille ensuite dans le commerce de ses parents à Gamsen (de).
Après ses mandats politiques, elle s'engage dans les activités humanitaires, notamment en faveurs des nécessiteux au Zimbabwe. Elle fonde en 2004 la fondation Kasipiti, qui transforme en 2014 une ancienne prison en orphelinat.
Atteinte d'un cancer, Ruth Kalbermatten décède le 16 mai 2014, à 64 ans.

## Parcours politique
Membre du Parti démocrate-chrétien du Haut-Valais (CVPO), Ruth Kalbermatten est élue en 1989 au conseil communal de Viège, au poste de vice-présidente. Quatre ans plus tard, elle remplace le chrétien-social Peter Bloetzer à la présidence de Viège et récupère ainsi le siège perdu par son parti 48 ans plus tôt.
Elle est également candidate aux élections fédérales de 1995, et finit première des viennent-ensuite avec 17 161 voix. Lors des élections cantonales de 1997, son parti décide de la lancer dans l'élection au Conseil d'État pour remplacer le sortant Richard Gertschen. Toutefois, elle est défaite et se retire au premier tour, au profit du socialiste Peter Bodenmann.
À la suite de son emprisonnement, le conseiller national Otto G. Loretan est forcé de démissionner en janvier 1999. Ruth Kalbermatten lui succède lors de la session de printemps 1999. Elle prête serment en tenue traditionnelle valaisanne : c'est la première femme haut-valaisanne à occuper ce poste. Toutefois, elle n'est pas réélue lors des élections fédérales de 1999 et c'est le président de Salgesch Jean-Michel Cina qui la remplace. Elle se retire de la politique l'année suivante, ne se représentant pas à son poste de présidente communale.